# Arne Ahman
Arne Ahman (Nordingrå, 4 de febrero de 1925 - Umeå, 5 de julio de 2022) fue un atleta sueco, especialista en la prueba de triple salto en la que llegó a ser campeón olímpico en 1948.

## Carrera deportiva
En los JJ. OO. de Londres 1948 ganó la medalla de oro en el triple salto, con un salto de 15.40 metros, superando al australiano George Avery (plata con 15.36 metros) y al turco Ruhi Sarialp (bronce con 15.02 metros).